# Фернандес, Сесар Даниэль
Сесар Даниэль Фернандес (исп. César Daniel Fernández; род. 20 октября 1954, Буэнос-Айрес) — католический прелат, пятый епископ Жужуя с 7 июня 2012 года.

## Биография
Родился 20 октября 1954 года в Буэнос-Айресе, Аргентина. 14 ноября 1980 года был рукоположён в священники для служения в архиепархии Параны.
20 сентября 2007 года Римский папа Бенедикт XVI назначил его вспомогательным епископом архиепархии Параны и титулярным епископом Калтадрия. 30 ноября 2007 года в соборе Пресвятой Девы Марии Розария в Паране состоялось его рукоположение в епископы, которое совершил архиепископ Параны кардинал Хуан Карлос Арамбуру в сослужении с архиепископом Параны Марио Луисом Баутистой Маулионом, апхиепископом-эмеритом архиепархии Росарио Эдуардо Висенте Мирасом, вспомогательным епископом Буэнос-Айреса и титулярным епископом Абидды Марио Аурелио Поли.
С 25 августа 2011 по 7 июня 2012 год — апостольский администратор епархии Жужуя. 13 сентября 1934 года Папа Римский Бенедикт XVI назначил его епископом Жужуя.